# Cox-Klemin XA-1
Cox-Klemin XA-1 là một loại máy bay cứu thương của Hoa Kỳ trong thập niên 1920, do Cox-Klemin Aircraft Corporation thiết kế chế tạo cho Binh chủng không quân lục quân Hoa Kỳ, chỉ có hai loại như vậy xuất hiện.